# Velleron
Velleron este o comună în departamentul Vaucluse din sud-estul Franței. În 2009 avea o populație de 3.007 de locuitori.

## Evoluția populației
| An        | 1975  | 1982  | 1990  | 1999  | 2006  | 2009  |
| --------- | ----- | ----- | ----- | ----- | ----- | ----- |
| Populație | 1.402 | 2.054 | 2.509 | 2.829 | 3.017 | 3.007 |